# Aeroportul Rafael Núñez
Aeroportul Rafael Núñez (IATA: CTG, ICAO: SKCG) este un aeroport din Cartagena de Indias, Departamentul Bolívar, Columbia ce deservește zona Cartagena de Indias. Aeroportul a fost tranzitat în 2022 de 7.087.788 de pasageri. A fost numit după Rafael Núñez⁠(d).
Situat la o altitudine de 2 m, aeroportul dispune de 1 pistă.

## Infrastructură

### Piste
Eroare Lua în Modul:Runway la linia 26: attempt to concatenate local 'surface' (a nil value)